# Dia sideri

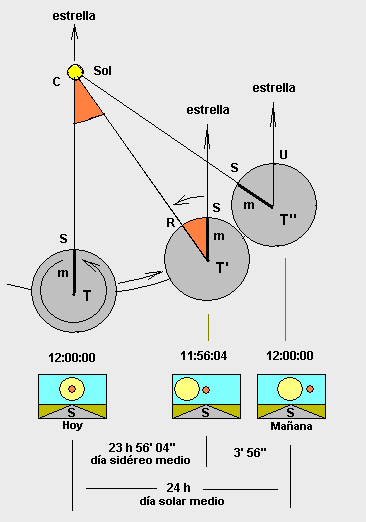
Les estrelles distants avancen al Sol uns quatre minuts per dia. En les vinyetes, el Sol és el cercle groc i l'estrella distant és el petit cercle vermell. La direcció sud local és S. Esquema sense escala.

El dia sideri o dia sideral és el lapse que transcorre entre dos culminacions, o trànsits, successius del primer punt d'Àries, o equinocci vernal. Es podria definir igualment respecte al primer punt de Libra. El dia sideri és uns 4 minuts més curt que el dia solar mitjà.

## Fonament de la diferència
Considerant la Terra ubicada inicialment a T en l'instant en què culminen el Sol i una estrella molt més distant, de manera que pugui considerar-se una referència fixa. El meridià local és m i el punt sud és S. Un observador que estigués mirant al Sud veuria al Sol i a l'estrella alineats i culminant (vinyeta esquerra).
A mesura que transcorre el temps la Terra es trasllada de T a T, al mateix temps que rota. En T l'estrella distant culmina una altra vegada, mentre que el Sol no. Perquè això succeeixi, la Terra ha de girar l'angle S T R, la qual cosa suposa uns quatre minuts més, i es diu que el Sol "retarda" respecte a l'estrella (vinyeta central).
Finalment, el Sol culmina per segona vegada en T i es diu que ha transcorregut un dia solar. En aquest instant l'estrella està a l'oest del meridià local, i es diu que avança respecte al Sol (vinyeta dreta).
El dia sideral mitjà de la Terra dura uns 86.164,0989 segons, mesurats en unitats SI, o aproximadament 23 hores 56 minuts 4,0989 segons (≈ 23,93447192 h). La durada dels dies siderals a la Terra no és constant; tendeix a augmentar a mesura que s'alenteix la rotació de la Terra i és uns 4 minuts més curt que el dia solar mitjà.

## Dia sideri mitjà, i dia sideri aparent
En el primer punt d'Àries els equinoccis, en general, es mouen a causa de la precessió i nutació, de manera que es distingeixen diferents tipus de dia sideri:
- Dia sideri mitjà: temps entre dues culminacions successives de l'equinocci mitjà.
- 'Dia sideri aparent: temps entre dues culminacions successives de l'equinocci veritable.